# Terrorisme en 1964

## Événements

### Décembre
- 24 décembre, Viêt Nam : une bombe explose à l'hôtel Brink, faisant deux morts et une soixantaine de blessés. L'attentat est revendiqué par le Front national de libération du Sud Viêt Nam, également connu sous le nom de Việt Cộng[1].